# Paweł Sapieha (mort en 1580)
Pour les articles homonymes, voir Paweł Sapieha et Maison Sapieha.
Paweł Sapieha, né avant 1545, mort en 1580, membre de la famille Sapieha, castellan de Kiev (1566).

## Biographie
Paweł Sapieha est le fils aîné de Iwan Bohdanowicz Sapieha et de Anna Sanguszko.
En 1560, il commande la forteresse de Lioubetch contre les incursions des Tatars. En mars 1566 il est nommé castellan de Kiev. En 1569, après la signature de l'Union de Lublin et l'intégration de Kiev à la Couronne de Pologne, il devient sénateur, mais continue d'agir dans l'intérêt du Grand-Duché de Lituanie. En 1573, il confirme l'élection de Henri II de Valois comme roi de Pologne. En avril 1580, il participe à la planification de la guerre contre Ivan le Terrible.
Il meurt au début de décembre 1580. Bien que calviniste, il est inhumé dans l'église orthodoxe de Leipalingis.

## Descendance
Vers 1531 il épouse Anna Chodkiewicz. Ils ont pour enfants:
- Jan Piotr (1569-1611)
- Paweł
- Zofia
- Elżbieta, épouse de Stanislav Kishka

## Sources
- (lt) Cet article est partiellement ou en totalité issu de l’article de Wikipédia en lituanien intitulé « Ivanas Bagdanovičius Sapiega » (voir la liste des auteurs).

- (pl) Cet article est partiellement ou en totalité issu de l’article de Wikipédia en polonais intitulé « Iwan Bohdanowicz Sapieha » (voir la liste des auteurs).